# Associazione Calcio Monza
L'Associazione Calcio Monza, meglio nota come A.C. Monza o semplicemente Monza, è una società calcistica italiana con sede nella città di Monza. Milita in Serie B, la seconda serie del campionato italiano di calcio.
Fondato il 1º settembre 1912 con il nome di Monza Foot Ball Club, è tra i più antichi club lombardi tuttora in attività. Dopo varie rifondazioni e fusioni societarie nel corso del XX secolo, nel 2015 la denominazione è diventata Società Sportiva Dilettantistica Monza 1912, erede della precedente Associazione Calcio Monza Brianza 1912, estromessa dal calcio professionistico al termine della stagione 2014-2015. Il 1º luglio 2019 la ragione sociale è stata nuovamente modificata in Associazione Calcio Monza.
Il Monza è una delle squadre italiane con più partecipazioni alla Serie B, con 40 presenze complessive; il miglior piazzamento ottenuto è il terzo posto nella stagione 2020-2021, conclusa con l'eliminazione in semifinale play-off. Nella stagione 2021-2022 il club si è classificato quarto, conquistando per la prima volta la promozione in Serie A al termine dei play-off contro il Pisa.
Nella massima serie, la squadra ha esordito nella stagione 2022-2023, chiudendo all'undicesimo posto: il miglior risultato nella storia del club in tale categoria.
Il club detiene inoltre il record di vittorie nella Coppa Italia di Serie C, con 4 successi (1973–1974, 1974–1975, 1987–1988, 1990–1991), e ha partecipato alla Coppa delle Alpi 1961, torneo internazionale vinto dalla FIGC.
Dopo tre stagioni in Serie A, concluse con la retrocessione nel 2025, la società è passata sotto il controllo del fondo statunitense Beckett Layne Ventures, che ha acquisito l'80% delle quote da Fininvest; il restante 20% entro il 2026. Il passaggio ha segnato la conclusione dell'era avviata da Silvio Berlusconi nel 2018, che aveva portato il club dalla Serie C alla massima divisione.

## Storia

### Dagli esordi agli anni trenta
La storia sociale iniziò il 1º settembre 1912 quando la fusione di diverse società cittadine diede vita al Monza Foot Ball Club, con lo scopo di promuovere e diffondere il gioco del calcio nel territorio brianzolo.
Nei primi anni, il club si iscrisse ai campionati regionali della FIGC, partendo dalla Terza Categoria. La società dovette affrontare notevoli difficoltà organizzative e logistiche tipiche delle squadre di provincia dell’epoca, inclusa la scarsità di strutture adeguate e la mancanza di un’organizzazione sportiva moderna. Nonostante questo, il club ottenne risultati apprezzabili nelle competizioni locali, consolidando lentamente la propria identità.
Durante gli anni 1920 il Monza proseguì la sua scalata nel calcio italiano, guadagnando la promozione in categorie superiori e affrontando con crescente competitività squadre più strutturate a livello nazionale. La società iniziò a investire maggiormente nel settore tecnico e nella ricerca di giocatori più esperti, per competere efficacemente in campionati sempre più impegnativi.
In questo periodo il Monza si distinse anche per la forte partecipazione della cittadinanza e per un sostegno popolare crescente, che trasformò la squadra in un punto di riferimento sportivo per l’intera provincia di Monza e Brianza.
Negli anni trenta, la società consolidò la propria presenza nei campionati di terza divisione, spesso denominati Serie C dopo la riforma dei campionati nel 1935, dimostrando una progressiva maturità tecnica e organizzativa. L'allenamento divenne più strutturato, mentre l’assetto tattico venne adeguato alle innovazioni del calcio italiano, che stava vivendo un periodo di forte evoluzione tecnica e strategica.
Nel 1939, il Monza raggiunse un traguardo storico superando i primi turni della Coppa Italia e giungendo fino ai quarti di finale, un risultato di rilievo considerando la sua militanza nelle divisioni inferiori. In quell’occasione la squadra affrontò il Calcio Genova, cedendo soltanto per 2-1 in una partita combattuta e seguita con entusiasmo dalla tifoseria. Tale impresa contribuì a rafforzare la reputazione del club a livello nazionale.
In quegli anni la squadra venne anche riconosciuta per la solidità difensiva e per un gioco fondato su disciplina tattica e intensità fisica, caratteristiche apprezzate nel calcio italiano dell’epoca, dominato da schemi come il Metodo.
Parallelamente, la società avviò una maggiore attenzione allo sviluppo delle strutture sportive e al miglioramento delle condizioni per i giocatori, anticipando una professionalizzazione che avrebbe caratterizzato il calcio italiano negli anni successivi.
La tifoseria del Monza crebbe in dimensioni e passione, seguendo la squadra con fervore in ogni competizione e alimentando un forte senso di appartenenza cittadina che contribuì a radicare profondamente il calcio nella cultura sportiva di Monza.
Questo primo ventennio di attività pose le basi per le successive fasi di crescita e sviluppo della società, che avrebbe continuato a giocare un ruolo rilevante nel calcio italiano anche nei decenni successivi.

### Gli anni cinquanta e sessanta
Nel 1951 il Monza raggiunse la Serie B. Tale risultato rappresentò un momento di svolta per il club, che iniziò a consolidare la propria posizione tra le squadre di vertice del calcio cadetto italiano.
Durante il decennio il Monza visse una fase di relativa stabilità in Serie B, grazie all’apporto di giocatori di qualità e alla guida di allenatori capaci di costruire una squadra equilibrata. Nonostante non riuscisse a ottenere la promozione in Serie A, la società migliorò strutture, organizzazione e settore giovanile.
Il settore giovanile fornì i primi talenti utili alla prima squadra, con particolare attenzione all’educazione tecnica e tattica.
Negli anni 1960, il Monza affrontò nuove sfide. Pur mantenendo la categoria e disputando campionati di buon livello, emersero difficoltà dovute al crescente livello competitivo della Serie B e all’aumento degli investimenti nei club più grandi. La società mantenne l’attenzione sulla crescita tecnica e tattica, ma incontrò risultati altalenanti e difficoltà di continuità.
Alcune stagioni furono caratterizzate da lotte per evitare la retrocessione, mentre in altre il Monza conquistò posizioni più tranquille in classifica. La tifoseria mantenne un buon seguito e sostenne con passione la squadra anche in trasferta.
Il calo culminò nella stagione 1965-1966, con la retrocessione in Serie C dopo quindici anni in Serie B. Ciò segnò l’inizio di una fase di rifondazione tecnica e dirigenziale, con l’obiettivo di tornare rapidamente in categoria superiore.
Negli anni sessanta emersero diversi giocatori che divennero punti di riferimento per la tifoseria e talvolta proseguirono la carriera in club di Serie A.
Il decennio si concluse con una rinnovata volontà societaria di investire sul settore giovanile e consolidare la presenza nel calcio professionistico italiano.

### Gli anni settanta

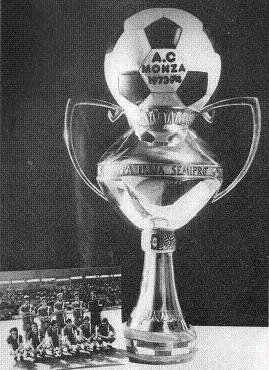
La Coppa Italia di Serie C del 1974

Dopo essere tornato subito in Serie B, il Monza aprì un ciclo di risultati e successi che segnarono una delle fasi più importanti della sua storia sportiva. La squadra divenne una delle protagoniste della Serie B, capace di mettere in difficoltà le compagini più blasonate e di conquistare un seguito sempre più numeroso tra i tifosi locali.
Il decennio iniziò con una particolare attenzione alle competizioni a eliminazione diretta: tra il 1974 e il 1976 il Monza raggiunse tre finali consecutive della Coppa Italia Serie C, vincendo le prime due edizioni e perdendo la terza. Nel 1974 superò il Lecce con un doppio confronto equilibrato, mentre nel 1975 sconfisse il Sorrento con autorevolezza. Nel 1976, nonostante la buona prestazione, si arrese nuovamente al Lecce in finale, confermando una straordinaria continuità in questa competizione.
Nello stesso anno, il club conquistò il Torneo Anglo-Italiano, competizione organizzata tra squadre italiane e inglesi di livello medio, vincendo in finale contro il Wimbledon FC. Questo successo contribuì a far conoscere il club anche oltre i confini nazionali, consolidandone la reputazione di squadra competitiva e ambiziosa.
Nel campionato Serie B 1976-1977, il Monza disputò una stagione di alto livello, giungendo quinto con 48 punti, a una sola lunghezza dalle squadre che disputarono gli spareggi promozione, ovvero il Pescara, il Cagliari e l’Atalanta. La mancata partecipazione agli spareggi, avvenuta all’ultima giornata, lasciò l’amaro in bocca ma evidenziò il potenziale della rosa.
Nella stagione seguente, 1977-1978, il Monza chiuse al quarto posto a pari punti con la Ternana, ma a due lunghezze dalla promozione diretta ottenuta dall’Avellino e dal Catanzaro. A causa del regolamento vigente, non si disputarono spareggi promozione.
Nel 1979, Monza e Pescara ottennero entrambi 48 punti, pari merito al quarto posto, e si disputò uno spareggio promozione sul campo neutro di Bologna. Il Monza fu sconfitto per 2-0, rinviando ancora la possibilità di giocare in Serie A. Questa serie di risultati consolidò la reputazione del club come squadra solida e competitiva ma ancora priva di quella spinta decisiva per il salto di categoria.
L’ultimo tentativo di promozione negli anni settanta si verificò nella stagione Serie B 1979-1980. Il Monza rimase in corsa per buona parte del campionato, ma nelle ultime quattro giornate raccolse pochi punti, vincendo solo contro il già retrocesso Parma, perdendo gli scontri diretti con Brescia e Cesena e pareggiando l’ultima partita con il Vicenza. Il campionato si concluse con un quinto posto a pari punti con il Vicenza, lasciando la squadra ancora a un passo dalla Serie A.
La stagione 1980-1981 segnò un passo indietro per il Monza. Il campionato fu condizionato dalle penalizzazioni per il caso Totonero di squadre come Milan e Lazio, che mantennero comunque posizioni importanti. Il Monza, invece, soffrì in attacco, segnando il minor numero di gol tra tutte le squadre, e concluse all’ultimo posto, retrocedendo in Serie C1 insieme a Vicenza e al Taranto, quest’ultimo penalizzato di cinque punti.
Gli anni settanta rappresentarono per il Monza un periodo di crescita e consolidamento in Serie B, con sfiorate promozioni e successi importanti nelle coppe, ma anche con la consapevolezza di dover compiere ulteriori passi per ambire a traguardi più alti nel calcio italiano.

### Gli anni ottanta e novanta
Nel corso degli anni ottanta, il Monza si confermò presenza stabile tra Serie B e Serie C1, alternando campionati di medio-alta classifica e buoni risultati sportivi. Dopo la retrocessione in terza serie al termine della stagione 1981-1982, la società si riorganizzò progressivamente, anche grazie a una dirigenza stabile e a un forte radicamento nel territorio brianzolo. L'investimento nel settore giovanile e la valorizzazione dei talenti locali permisero di mantenere una competitività costante.
Nella stagione 1987-1988 il Monza vinse il girone A di Serie C1, tornando in Serie B, e conquistò la sua seconda Coppa Italia Serie C, superando nella doppia finale il Palermo (2-1 all’andata e 2-0 al ritorno).
Negli anni successivi il club fu guidato da figure dirigenziali come il presidente Giambattista Begnini, sotto la cui gestione si ottennero importanti risultati sportivi e si sviluppò una struttura capace di valorizzare giovani calciatori, alcuni dei quali proseguirono la carriera nei campionati superiori.
Nel 1990-1991 il Monza si aggiudicò per la terza volta la Coppa Italia Serie C, nuovamente contro il Palermo: dopo la sconfitta per 1-0 all’andata a Palermo, ribaltò il risultato con una vittoria per 2-0 al ritorno.
Durante gli anni novanta la squadra alternò stagioni di buon livello a campionati più difficili, mancando più volte la promozione in Serie B, ma mantenendo un saldo legame con la città e i tifosi, rafforzando il proprio ruolo nel panorama calcistico della Brianza.
Nel 1996 raggiunse nuovamente la finale della Coppa Italia Serie C, ma fu sconfitta dall’Empoli allenato da Luciano Spalletti: dopo l’1-1 dell’andata in casa, perse 2-0 al ritorno allo stadio Castellani.
Nel 1997 si avviò una collaborazione con il Milan, che trasformò il Monza in una squadra satellite dei rossoneri. Il progetto, sostenuto da Begnini con l’appoggio di Adriano Galliani, prevedeva l’inserimento di giovani promettenti del vivaio milanista, tra cui Cristian Brocchi, Gennaro Gattuso e Thomas Manfredini, per garantirne crescita e continuità in un contesto competitivo come la Serie C1.
Nonostante la rosa potenziata, la squadra non raggiunse i play-off per la promozione in Serie B, stabilizzandosi nella parte medio-bassa della classifica. Sul finire del decennio emersero segnali di crisi economica, causati da una gestione onerosa, riduzione degli investimenti e calo dei ricavi dai diritti televisivi.
Alla fine degli anni novanta, pur mantenendo la propria tradizione calcistica, il club non riuscì a ritrovare una guida dirigenziale solida né una sostenibilità finanziaria adeguata alle crescenti esigenze del calcio professionistico italiano. Le difficoltà si acuirono nei primi anni del nuovo millennio.

### Gli anni duemila e duemiladieci
All’inizio degli anni duemila, dopo la retrocessione dalla Serie B al termine della stagione 2000-2001, il Monza tornò in Serie C1, disputando campionati con risultati alterni. La mancanza di continuità sportiva si associò a un contesto societario instabile, caratterizzato da frequenti cambi di proprietà e dirigenza. In questo periodo la squadra si mantenne prevalentemente a metà classifica, evitando in alcune occasioni la retrocessione tramite i play-out.
Nel corso del decennio si susseguirono diversi presidenti, tra cui Giambattista Begnini, mentre nel 2009 l’ex calciatore Clarence Seedorf avviò una collaborazione con il settore giovanile del club, senza tuttavia entrare nella gestione tecnica o amministrativa della prima squadra.
Dal punto di vista sportivo, i risultati furono inferiori alle aspettative. La stagione 2009-2010 si concluse con la salvezza ai play-out, mentre l’annata successiva vide il Monza mantenere la categoria solo all’ultima giornata. Le difficoltà economiche divennero via via più evidenti, con un bilancio compromesso e un crescente indebitamento che minarono la sostenibilità della gestione.
Nel 2014-2015, nonostante la finale di Coppa Italia Serie C, poi persa contro la Salernitana, la società fu coinvolta in una grave crisi finanziaria che ne causò il fallimento. Esclusa dai campionati professionistici per inadempienze amministrative, fu rifondata nell’estate 2015 con la denominazione “Monza 1912” e iscritta alla Serie D.
Sotto la presidenza di Nicola Colombo, il nuovo corso del club si pose l’obiettivo del ritorno tra i professionisti. Dopo una stagione di assestamento, nel campionato 2016-2017 il Monza vinse il girone B della Serie D, ottenendo la promozione in Serie C e aggiudicandosi anche la Coppa Italia di Serie D.
Nel 2018 la proprietà passò alla Fininvest, holding della famiglia Berlusconi, che ne acquisì il 100% delle quote con l’obiettivo di portare il Monza in Serie A. Adriano Galliani fu nominato amministratore delegato, mentre nel 2019 la presidenza fu assunta da Paolo Berlusconi.
La nuova gestione avviò un processo di rafforzamento tecnico e societario, con investimenti mirati in organico e strutture. Nella stagione 2019-2020, sotto la guida dell’allenatore Cristian Brocchi, il Monza si posizionò al primo posto nel girone A della Serie C. Il campionato venne interrotto a causa della pandemia di COVID-19 e la classifica cristallizzata assegnò la promozione in Serie B, categoria che il club tornò a disputare dopo diciannove anni di assenza.

### Dagli anni duemilaventi

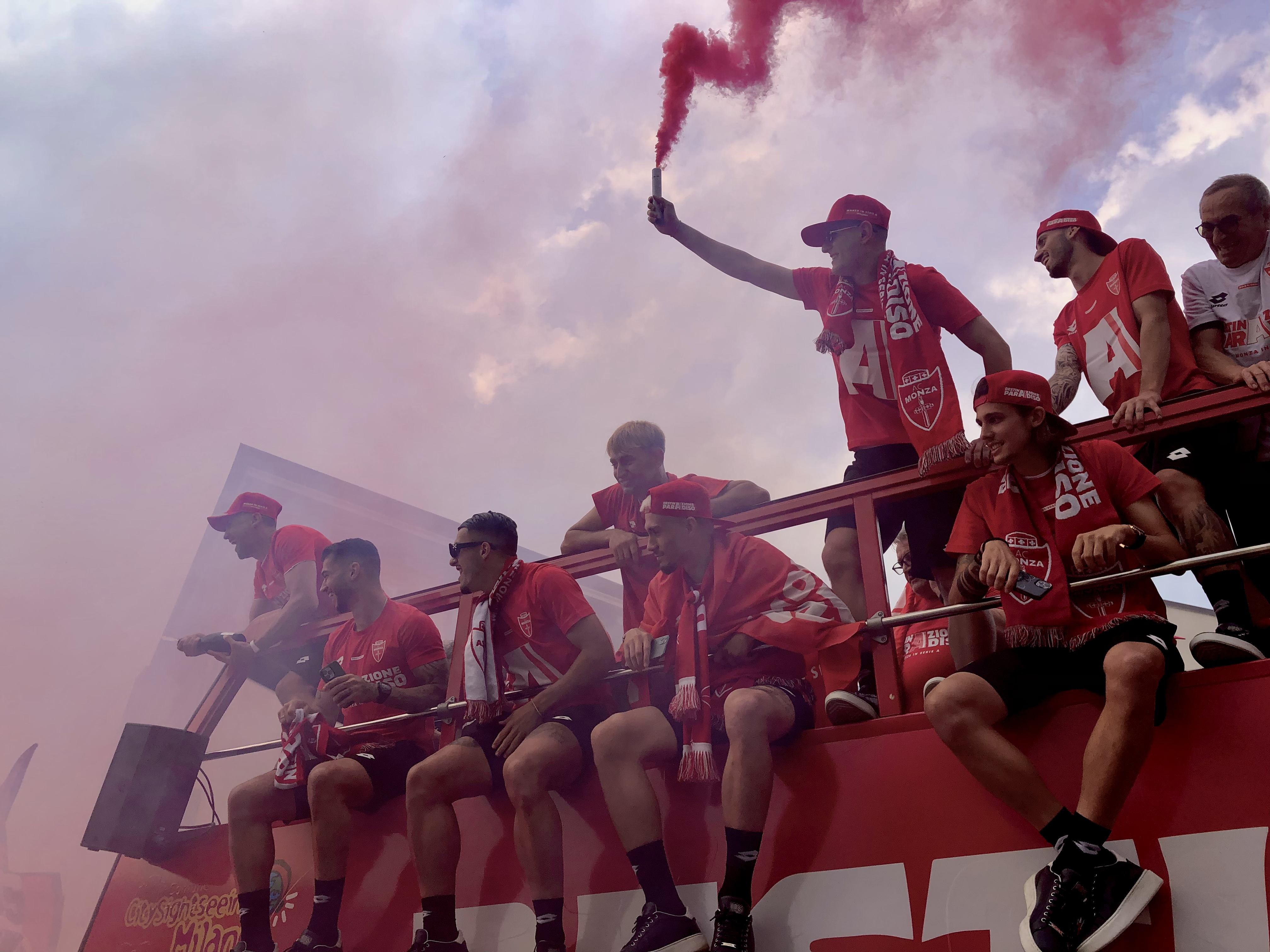
I giocatori del Monza festeggiano in città la prima storica promozione in Serie A nel 2022.

Nel 2020-2021 il Monza si piazza terzo e viene eliminato dal Cittadella nelle semifinali dei play-off per la promozione in massima serie. Nella stagione successiva la squadra giunge quarta e, grazie alla vittoria nella doppia finale contro il Pisa, ottiene per la prima volta la promozione in Serie A.
Il Monza esordì in Serie A il 13 agosto 2022, con una sconfitta interna per 2-1 contro il Torino; il gol di Dany Mota nei tempi di recupero fu il primo del Monza nella massima serie. Dopo cinque sconfitte consecutive, il Monza ottenne il suo primo punto nell'1-1 contro il Lecce l'11 settembre. Piazzato all'ultimo posto con un solo punto in sei partite, il Monza rimpiazzò Stroppa con l'allenatore della Primavera Raffaele Palladino. Alla sua prima partita, Palladino guidò il Monza alla loro prima storica vittoria il 18 settembre, per 1-0 contro la Juventus in casa. Il Monza finì la stagione all'undicesimo posto con 52 punti, il secondo migliore punteggio per un'esordiente in Serie A (dopo il Chievo nell'annata 2001-2002 con 54 punti). La seconda stagione in Serie A del Monza, con Palladino sempre alla guida, si rivela anch'essa positiva. Nonostante la morte del patron Silvio Berlusconi e la cessione di alcuni elementi rilevanti della rosa, come Carlos Augusto e Nicolò Rovella, la squadra disputa un'altra buona annata, raggiungendo un'altra salvezza tranquilla, grazie al dodicesimo posto finale, con 45 punti (7 in meno della stagione precedente).
In controtendenza rispetto agli anni precedenti, la stagione successiva si rivela particolarmente negativa per il Monza. Dopo l’addio di Raffaele Palladino, la guida tecnica viene affidata ad Alessandro Nesta, reduce da un buon biennio alla Reggiana. Tuttavia, nelle prime diciassette giornate il rendimento è deludente: appena 10 punti, con una sola vittoria. Dopo la sconfitta interna con la Juventus, Nesta viene esonerato e sostituito da Salvatore Bocchetti, che debutta con una vittoria contro la Fiorentina, ma subisce subito una pesante sconfitta per 6-0 contro la Lazio, determinando un nuovo cambio in panchina. Con il ritorno di Nesta, la squadra non riesce a recuperare terreno su Empoli e Venezia e la retrocessione in Serie B si concretizza con una sconfitta per 4-0 contro l’Atalanta, chiudendo all’ultimo posto e ponendo fine al triennio in Serie A.
Il 1º luglio 2025 l’Associazione Calcio Monza è passata dal controllo della Fininvest al fondo statunitense Beckett Layne Ventures (BLV), che ha acquisito l’80% delle quote societarie, con opzione sul restante 20% entro il 2026. La cessione ha segnato la fine della gestione Berlusconi, rappresentando l’avvio di una nuova fase, orientata all’espansione del marchio e all’adozione di modelli gestionali di ispirazione internazionale.

## Colori e simboli

### Colori

La bandiera di Monza

All'atto della fondazione, nel 1912, il Monza F.B.C. adottò una divisa biancoceleste; la scelta non ebbe motivi simbolici, ma era legata al fatto che un commerciante di tessuti volle donare ai dirigenti un consistente quantitativo di stoffa azzurra.
Per vent'anni quindi i giocatori brianzoli vestirono questa combinazione cromatica, declinata in vari schemi (tinta unita azzurra con finiture bianche, partitura, palatura), finché l'11 settembre 1932, durante la Coppa del Ventennio, il Monza affrontò e sconfisse la Falck Sesto San Giovanni con un'inedita casacca bianca attraversata frontalmente da un "palo" centrale rosso (omaggio ai colori della bandiera civica), abbinata a pantaloncini neri. Il biancoceleste fu relegato a colore per le maglie di cortesia.

La classica divisa di cortesia del Monza, a tinte inverse rispetto a quella casalinga, qui nella stagione 1993-1994.

I calzoncini neri furono poi scartati in favore dei bianchi, mentre il template della maglia biancorossa subì varie modifiche: nel 1938 fu adottata la palatura, nel 1947 e nel 1963 il monocromo rosso con finiture bianche, nel 1947 il bianco con una fascia trasversale rossa, nel 1967 questo'ultimo schema invertito. Nel 1951-1952, anno d'esordio in Serie B si tornò al celeste con una fascia ventrale biancorossa.
La soluzione più iconicamente associata al club è tuttavia quella introdotta nel 1971, che coincise con un periodo di buoni risultati sul campo: maglia rossa con singolo "palo" bianco decentrato verso sinistra e intersecante il simbolo ricamato della corona ferrea; la divisa esterna adottò lo stesso design ma a tinte invertite. Nel 1981 subentrò un modello rosso con maniche bianche, poi un anno dopo si tornò (su istanza dello sponsor) al monocromo rosso; per tutti gli anni 1980 si susseguirono altre soluzioni originali, tipo quella in uso nel 1988-1989, dove la parte alta del torso era solcata da righe bianche. La maglia col palo bianco fu ripristinata nel dal 1992 al 1995, poi riapparve nel 2000 e infine venne stabilmente ripristinata dal 2015: una significativa eccezione fu costituita dal 2017-2018, anno in cui il palo sulla maglia (che recava peraltro lo Scudetto Serie D) fu spostato in posizione centrale.

### Simboli ufficiali

#### Stemma
Il primo logo sociale conosciuto del Monza (in uso dagli anni 1920 fino al 1933) aveva l'aspetto di uno scudetto blu con bordo rosso, contenente il disegno della corona ferrea egualmente colorato di rosso. In capo era collocata una fascia bianca contenente l'epigrafe A.C. MONZA a lettere nere.
Allorché nel 1933 il club mutò colori sociali sostituendo il bianco al blu, lo stemma venne ridisegnato. Lo scudo diviene circolare, partito di rosso e bianco. La corona ferrea, spostata in basso, assume il colore oro; sopra di essa viene inserito il monogramma ACM, egualmente aureo. Nel 1938 tale logo subì piccole modifiche: lo scudo divenne un ancile e il monogramma venne ricolorato in bianco-rosso, rispettivamente con la tinta opposta a quella di sfondo (A metà bianca e metà rossa, C rossa e M bianca).
L'identificativo sociale venne totalmente rinnovato nel 1945: un rettangolo colorato internamente di bianco e rosso e contornato di rosso Nella parte bianca appariva la scritta corsiva A.C., sovrastante la scritta MONZA disposta verticalmente; la parte inferiore ospitava invece l'anno di fondazione. La sezione rossa dello scudo conteneva invece la corona ferrea, colorata in giallo.
L'approdo del Monza in Serie B comportò, nel 1951, l'adozione di un nuovo stemma: un ancile diviso diagonalmente in bianco e rosso, contenente il disegno giallo della corona ferrea, racchiuso tra le scritte A.C. MONZA e 1912.
L'avvento del connubio con il marchio Simmenthal, nel 1956, fu sancito dall'adozione di un nuovo emblema: uno scudetto diviso diagonalmente in bianco e rosso e bordato in oro, contenente le due iniziali del nuovo nome societario (SM) egualmente dorate e sormontate da una miniatura della corona ferrea.
Seguì nel 1966 l'adozione quale simbolo della sola corona ferrea (libera da scudi e simili finiture), colorata in oro e rifinita in rosso. Il disegno assunse inoltre profondità: nel cerchio interno venne infatti inserita l'epigrafe A.C. MONZA.
Il 1984 vede un radicale rebranding societario: il logo ritorna alla forma rettangolare e alla foggia partita bianco-rossa. In esso spicca uno scaglione rovesciato bianco, nei cui bracci si colloca la dicitura CALCIO MONZA. Entro lo scaglione viene collocato il disegno della spada di Estorre Visconti.
Nel 2000 lo stemma riacquista la foggia di scudetto e viene declinato sulle sole tinte bianco-rosse: nel terzo superiore appare la corona ferrea rossa su fondo bianco, mentre nei due terzi inferiori è inserita la denominazione CALCIO MONZA 1912 a lettere bianche in campo rosso. Uno spesso bordo rosso cinge l'insieme.
Nel 2004 la rifondazione societaria comporta un redesign del logo: esso mantiene la forma a scudetto (arrotondata nelle linee) e privilegia il colore rosso, lasciando il bianco a scritte e dettagli. Al centro dell'emblema compaiono i disegni stilizzati della spada viscontea (doppia e incrociata) e della corona ferrea, sormontate dalla scritta AC MONZA BRIANZA e "taglianti in due" l'anno di fondazione (inscritto nella punta dello scudo). Linee bianche parallele ai bordi dell'emblema dinamizzano l'insieme.
Nel 2013, a seguito dell'acquisizione del club da parte di Anthony Armstrong Emery, il logo viene ulteriormente aggiornato: la corona ferrea si sposta in capo allo scudetto (ulteriormente modificato nella forma), mentre al suo interno rimangono la denominazione societaria (scritta con un diverso carattere tipografico) e il disegno della doppia spada incrociata.
Col fallimento societario e la ripartenza dell'estate 2015, entra in gioco un nuovo logo, ricalcato sull'ultimo adottato dalla fallita AC Monza Brianza 1912: le modifiche riguardano la ragione sociale, i caratteri adottati e la presenza del disegno della sola spada viscontea, in luogo delle due preesistenti. Nel 2016, a seguito del cambio di denominazione in S.S. Monza 1912, il logo viene aggiornato con la rimozione della sigla S.S.D e l'anno di fondazione 1912.
Dal 1º luglio 2019, previo ritorno al nome AC Monza, lo stemma viene aggiornato includendo la nuova ragione sociale (con diverso carattere tipografico), un colore rosso più brillante e, in seconda battuta, una bordura bianca.

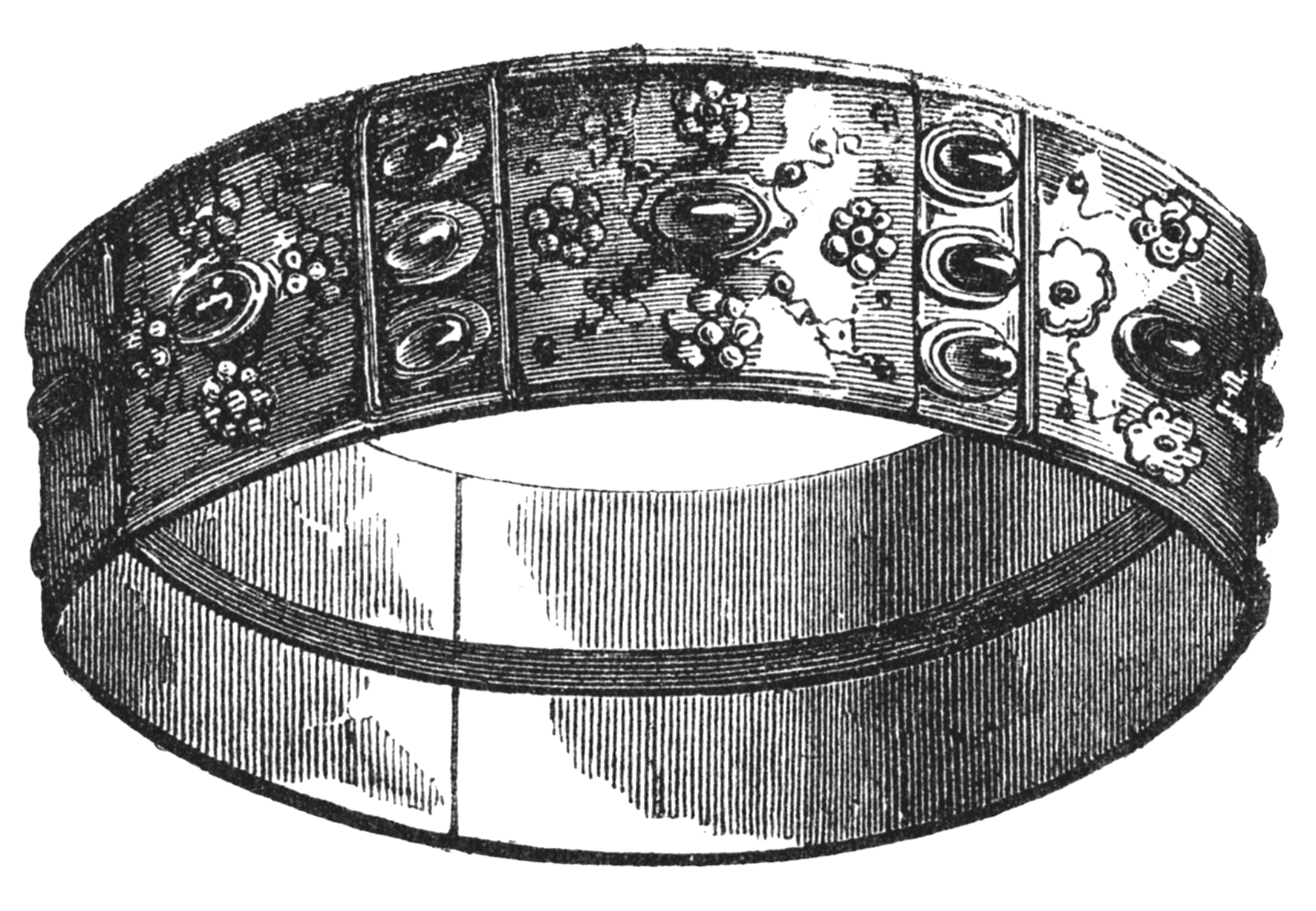
Un'incisione raffigurante la Corona ferrea
Logo dell'A.C. Monza Brianza 1912, in uso dal 2004 a settembre 2013
Logo celebrativo del centenario di fondazione, adottato nel 2012
Logo dell'A.C. Monza Brianza 1912, in uso da settembre 2013 a giugno 2015
Logo della S.S.D. Monza 1912 nell'annata 2015-2016
Logo dell'A.C. Monza, in uso da luglio 2019

#### Inno
Inno ufficiale del club è dal 2006 il brano Monza Alè, scritto e composto ad hoc dal calciatore Michele Magrin all'epoca tesserato monzese, in collaborazione con il cantautore Giò Fattoruso. La parte musicale venne eseguita dalla band Amusia (di cui Magrin era membro cofondatore e voce solista) con Alessandro Fè alle tastiere, Carlo Cassera al basso, Fabrizio Zambuto alla chitarra e Fabio Ariano a batteria e percussioni. All'incisione presero altresì parte in veste di coristi anche altri giocatori all'epoca militanti nel club brianzolo: Vinicio Espinal, Valerio Capocchiano, Alberto Bertolini e Marco Guidone..

## Strutture

### Stadio
Il primo terreno di gioco utilizzato dal F.C. Monza fu quello dei Boschetti Reali di Monza, area verde cittadina adibita a scopi ricreativi e sportivi. In quegli anni, l’area era frequentata anche da altre società locali come il Convitto Fumagalli e il Veloce Club Monzese.
Nel 1911, grazie alla concessione della Pro Victoria, la squadra si trasferì su un campo situato all’incrocio tra via Vittorio Veneto e via Duca d’Aosta, nel quartiere Triante, attualmente occupato dalla parrocchia del Sacro Cuore e dal suo oratorio. Lì fu disputato il campionato di Terza Categoria 1913–1914. Quando la Pro Victoria si trasferì in via Carlo Cattaneo, il Monza subentrò nel contratto d’affitto, impegnandosi formalmente a recintare l’impianto con una palizzata in legno.

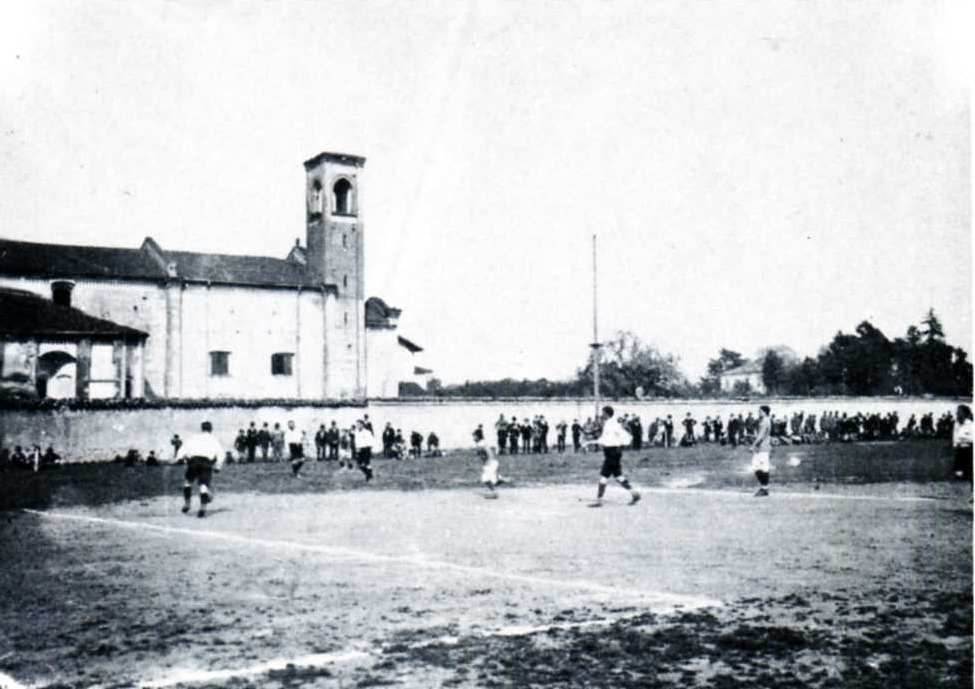
Il campo delle "Grazie Vecchie" (1919)

Il campo di Triante, pur disponibile, risultava logisticamente poco adatto: era distante dal centro e sprovvisto di collegamenti pubblici diretti; l’unica tranvia utile era quella di via Borgazzi, da cui si proseguiva a piedi o con carrozza. Per migliorare l’accessibilità e ottenere un impianto idoneo alla partecipazione ai campionati federali, la dirigenza del club ottenne dalla Diocesi di Milano l’autorizzazione a utilizzare un terreno retrostante il santuario delle Grazie Vecchie, nei pressi del Parco di Monza, oltre il Lambro.
Attraverso una sottoscrizione pubblica furono raccolte 3.000 lire per l’allestimento di una piccola tribuna in legno. Il campo fu inaugurato ufficialmente il 13 maggio 1915, ospitando una triangolare con Milan, Chiasso e Juventus Italia. L’evento fu riportato dalla Gazzetta dello Sport del 14 maggio 1915, che ne evidenziò il valore per lo sviluppo del calcio monzese.

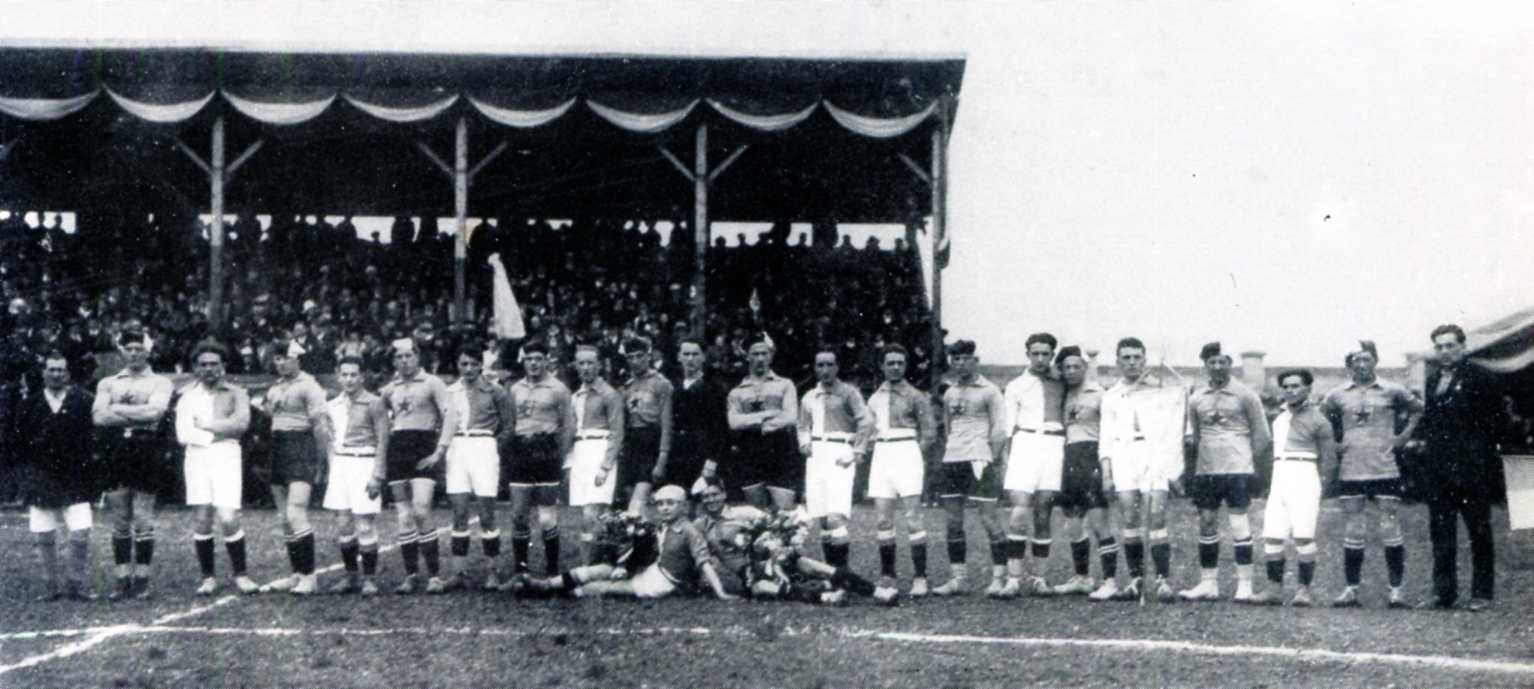
Inaugurazione del nuovo campo di Via Ghilini (1923)

Negli anni successivi, con l’aumento dell’attività agonistica e del pubblico, l’impianto delle Grazie Vecchie risultò inadeguato. Si decise dunque di costruire un campo di proprietà in fondo a via Ghilini. Per finanziarlo fu costituita la “Società Cooperativa Campo Sportivo”, che emise azioni da 100 lire l’una. L’inaugurazione avvenne il 23 febbraio 1923 con un’amichevole contro il C.S. Gloria di Fiume. Il campo fu utilizzato fino al 1945, anche durante il periodo bellico. Nel 1944, la tribuna in legno fu smontata da ignoti per recuperare legna da ardere.

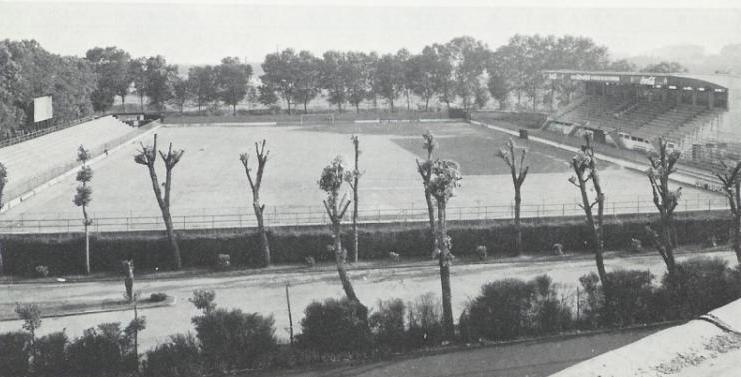
Visione dall'alto dello stadio Sada

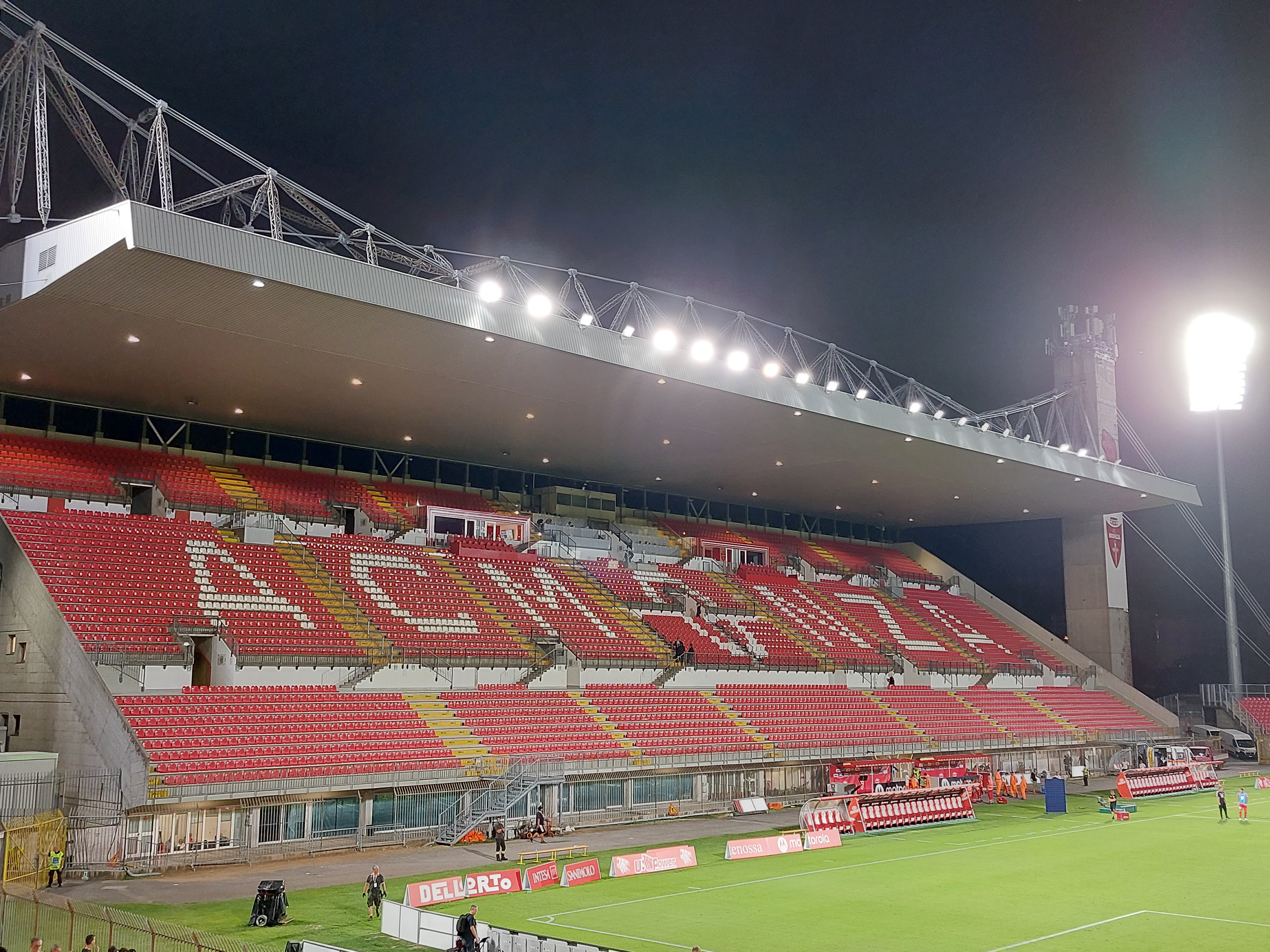
La tribuna del Brianteo dopo i lavori del 2019

Con la fine della seconda guerra mondiale, il club poté concretizzare un progetto già elaborato negli anni precedenti. Ottenne l’assegnazione di un’area dismessa alle spalle della Stazione di Monza, utilizzata in passato come campo per le adunate della G.I.L.. Il nuovo impianto fu inaugurato il 21 ottobre 1945. Il campo, battezzato "San Gregorio", fu inizialmente dotato solo di modeste strutture, ma grazie a un accordo con il Comune – che ricevette in cambio il vecchio campo di via Ghilini – fu costruita una nuova tribuna in cemento armato.
A partire dalla stagione 1953–1954, lo stadio assunse la denominazione di "Stadio Città di Monza", pur mantenendo informalmente il nome originale. Il 3 dicembre 1965 fu ufficialmente intitolato a Gino Alfonso Sada, già presidente onorario del club e figura di riferimento negli anni del rilancio calcistico brianzolo.
Negli anni settanta, l’impianto non riusciva più a rispondere alla crescente affluenza e all’ambizione del club, che militava stabilmente in Serie B. Il 25 maggio 1980, la partita casalinga contro il Bari si disputò allo Stadio di San Siro, per accogliere il numeroso pubblico monzese e i tifosi pugliesi residenti in Lombardia.
Nel 1979 si avviò il progetto per un nuovo impianto, destinato a rispondere agli standard moderni. Il 13 novembre 1982 fu posata la prima pietra dello Stadio Brianteo, ubicato nel settore nord-est della città, in viale delle Industrie. I lavori furono soggetti a diversi rallentamenti e modifiche in corso d’opera, comportando una revisione del progetto originario e una capienza finale fissata in circa 18 568 posti.
Il nuovo impianto fu inaugurato ufficialmente il 28 agosto 1988, in occasione della gara di Coppa Italia tra Monza e Roma, conclusasi 2–1 per i padroni di casa con reti di Casiraghi, Giannini e Mancuso.
Nei decenni successivi, il Brianteo si rivelò sovradimensionato rispetto al bacino d’utenza e alla categoria in cui militava il club. Diverse porzioni dello stadio, tra cui interi settori, furono progressivamente chiuse per motivi economici o strutturali. Progetti di riqualificazione vennero proposti più volte, senza tuttavia trovare attuazione.
Con la promozione in Serie A nel 2022, l’impianto è stato parzialmente rinnovato: sono stati riaperti i distinti, ribattezzati Tribuna Est, e la capienza è stata adeguata alle normative vigenti. Nel 2024, il Brianteo – denominato per ragioni commerciali U-Power Stadium – può ospitare fino a 17 102 spettatori.

### Centro di allenamento

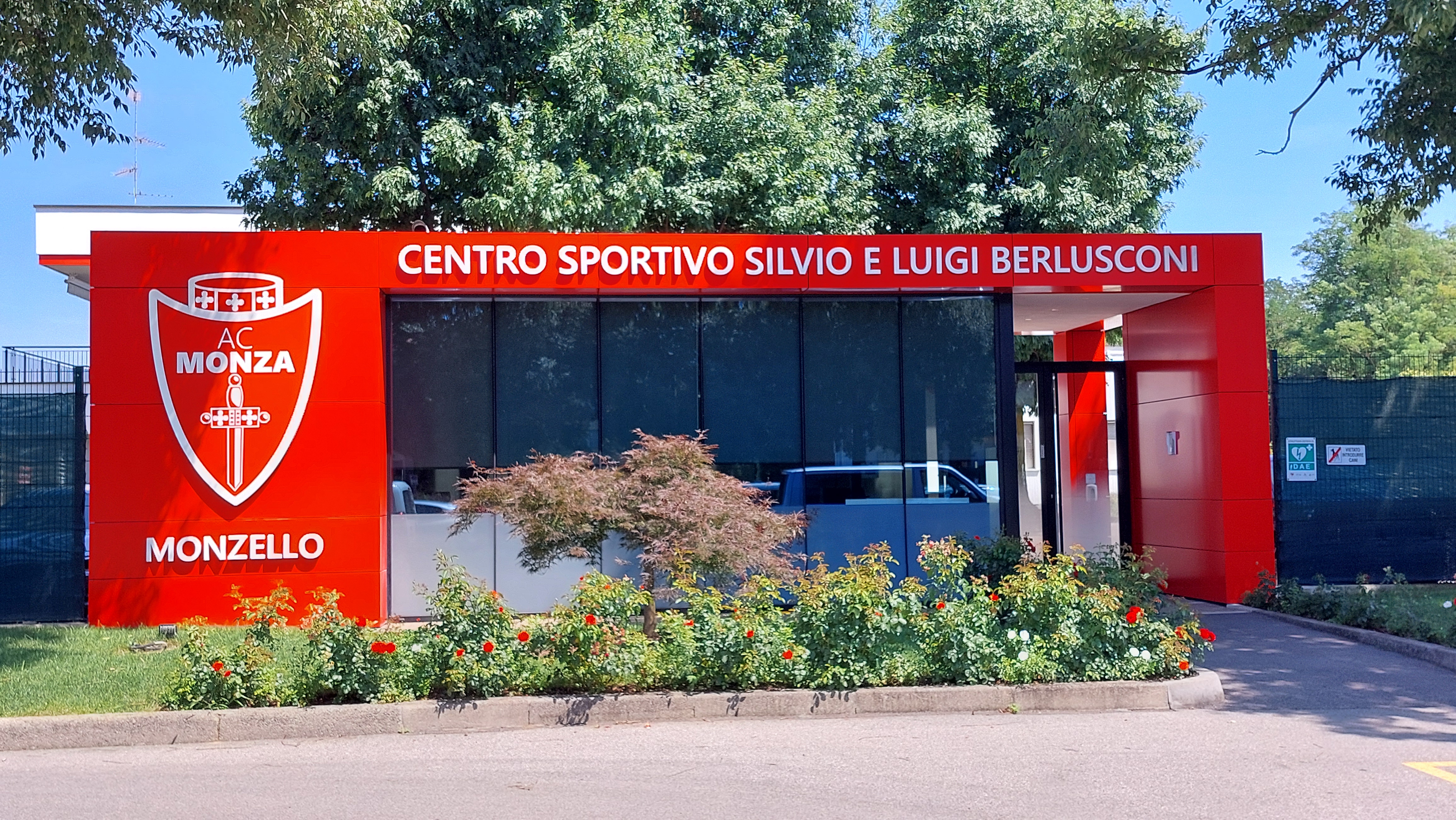
L’entrata al Centro sportivo Silvio e Luigi Berlusconi - Monzello (2024) dopo i lavori effettuati dalla proprietà Fininvest.

Dal 1992, il centro d'allenamento del Monza è situato in via Ragazzi del '99, nella zona nord della città. Inizialmente denominato Centro Sportivo Monzello, comprende 8 campi da gioco (di cui 4 regolamentari, due con tribune da 600 e 900 posti), 16 spogliatoi, 3 palestre e una sala test medico-atletici, oltre a un edificio polivalente. Il complesso ospita anche l’intero settore giovanile del club.
Per oltre vent’anni l’impianto non subì migliorie, soffrendo anche problemi gestionali e strutturali. Dopo l’acquisizione del club da parte della Fininvest nel 2019, partirono consistenti lavori di ristrutturazione. Fu riaperto il bar e sistemata la viabilità interna, con nuove aree verdi e punti ristoro. Entro il 2020 vennero rifatti tutti i campi, con manti naturali e sintetici d’alta qualità, nuovi impianti di illuminazione e aggiornamento delle strutture sportive.
Tra il 2021 e il 2022 proseguirono i lavori architettonici: nuova portineria, nuove palestre e spogliatoi per le giovanili, oltre all’espansione su terreni adiacenti.
Fino al 2022, Monzello ospitava anche la sede amministrativa del club, poi trasferita nello stadio Brianteo.
L’8 ottobre 2022, con l’inaugurazione della nuova palazzina d’ingresso, il complesso fu intitolato a Luigi Berlusconi, padre di Silvio e di Paolo Berlusconi. Il 12 giugno 2024, in occasione del primo anniversario della morte di Silvio Berlusconi, il centro ha assunto l’attuale denominazione di Centro sportivo Silvio e Luigi Berlusconi – Monzello.

## Società
Il club venne fondato il 1º settembre 1912 come associazione con il nome "Monza Foot Ball Club", e già l’anno seguente cambiò denominazione in "Associazione Calcio Monza" a seguito della fusione con la sezione calcio della Veloce Club Monzese e alcuni calciatori della Forti e Liberi, mantenendo la stessa ragione sociale fino al 1980 (salvo il periodo 1955–1964 in cui avvenne la sponsorizzazione dell'azienda Simmenthal con conseguente denominazione del sodalizio in "Associazione Sportiva Simmenthal-Monza"); nel 1980 il club venne rinominato "Calcio Monza", mantenendolo fino al 18 marzo 2004, quando fu dichiarato fallito e il ramo d’azienda venne rilevato, il 4 giugno, da una nuova società per azioni, la "Associazione Calcio Monza Brianza 1912", a sua volta decretata fallita dal Tribunale di Monza nel 2015 con l’estromissione dal campionato italiano di calcio da parte della FIGC; il marchio venne rilevato all’asta fallimentare da una nuova associazione sportiva dilettantistica, la "Società Sportiva Dilettantistica Monza 1912", costituita il 22 luglio 2015 e affiliata il successivo 31 luglio alla FIGC. Le ultime modifiche societarie sono riferibili al passaggio dell’associazione a società a responsabilità limitata nel 2016 e l’ulteriore trasformazione in società per azioni del 1º luglio 2019, con il contestuale cambio di ragione sociale nell’antica "Associazione Calcio Monza".
La società, avente sede legale in via Ragazzi del ’99 14 a Monza, è iscritta alla Camera di Commercio di Milano‑Monza e Brianza‑Lodi, e, al 2024, risulta avere 167 dipendenti e un capitale sociale di 1 000 000 euro suddiviso in 1 000 000 di azioni ordinarie senza valore nominale.
Dal 28 settembre 2018 al 1 luglio 2025 il club è stato controllato dalla famiglia italiana Berlusconi: tale controllo è stato esercitato tramite la holding finanziaria italiana Fininvest S.p.A., proprietaria del 100 % del capitale azionario in qualità di socio unico, le cui azioni erano detenute integralmente dai figli di Silvio Berlusconi, in seguito alla scomparsa di quest’ultimo il 12 giugno 2023.
Nel luglio 2025 la famiglia Berlusconi, tramite Fininvest, ha venduto una partecipazione dell’80 % del pacchetto azionario dell’AC Monza a favore del fondo statunitense Beckett Layne Ventures (BLV), valutando l’operazione a circa 45 milioni di euro, inclusi i debiti del club; il restante 20 % rimarrà in capo a Fininvest fino al completamento previsto entro giugno 2026. Questo passaggio di proprietà segna l’uscita della famiglia Berlusconi dalla gestione diretta del club, con BLV diventato il maggior azionista fin dal luglio 2025 e la restante quota trasferita entro giugno 2026.
Il club è membro del network dell'European Club Association (ECA), organismo rappresentativo delle società calcistiche europee riconosciuto dall’UEFA.

### Organigramma societario
Il governo societario dell'Associazione Calcio Monza S.p.A., al 2023, prevede un sistema di amministrazione tradizionale con una ripartizione di competenze tra l'assemblea degli azionisti, il consiglio di amministrazione (CdA) e il collegio sindacale.
Il CdA, rinnovato il 1º luglio 2019, è composto da sette membri, nominati dall'assemblea degli azionisti e tutti indicati dalla famiglia Berlusconi tramite la società controllante FIninvest S.p.A.; non è assegnata la carica di presidente del consiglio di amministrazione (l'ultimo è stato Paolo Berlusconi, dal 29 marzo 2019 all'8 luglio 2022, quando gli è stato assegnato il titolo nominale di presidente onorario del club) mentre Adriano Galliani è l'amministratore delegato e vicepresidente vicario, nominato nel primo ruolo il 28 settembre 2018 e nel secondo con la nomina di Paolo Berlusconi a presidente onorario. La società di revisione, scelta anch'essa dagli azionisti quale organo esterno di riesame dei conti, è l'azienda Deloitte & Touche S.p.A.
Dal sito ufficiale della società, stagione 2025-2026:
- Paolo Berlusconi - Presidente onorario
- Adriano Galliani - Vicepresidente vicario, amministratore delegato e membro CDA
- Roberto Mazzo - Membro CDA
- Danilo Pellegrino - Membro CDA
- Elio Lolla - Membro CDA
- Gianluca Iuliano - Membro CDA
- Cristina Rossello - Membro CDA
- Nicolas Burdisso - Direttore sportivo
- Francesco Vallone - Coordinatore area tecnica
- Daniela Gozzi - Direttore operativo
- Davide Guglielmetti - Segretario generale
- Fabio Guido Aureli - Direttore commerciale
- Francesco Bevilacqua - Direttore marketing
- Carmine Russo - Team manager
- Daria Nicoli - Responsabile comunicazioni
- Enrico Cerruti - Addetto stampa
- Francesco Panzerini - Responsabile settore giovanile
- Riccardo Monguzzi - Responsabile attività di base

### Sponsor
Di seguito gli sponsor del Monza.
| Cronologia degli sponsor tecnici - 1978-1981: Admiral Sportswear - 1981-1988: Adidas - 1988-1990: Virma - 1990-1992: Umbro - 1992-1995: Adidas - 1995-1996: Reusch - 1996-1998: Reebok - 1998-2000: Adidas - 2000-2002: Legea - 2002-2004: Garman - 2004-2006: Erreà - 2006-2013: Adidas - 2013-2014: Acerbis - 2014-2015: Umbro - 2015-2018: Macron - 2018-2019: Boxeur Des Rues - 2019-2026: Lotto |

Negli ultimi anni, con l'arrivo nella massima serie, la società ha stabilito collaborazioni con numerosi brand nazionali e internazionali, tra cui Simmenthal, MSC Crociere, Yeppon, Pulsee e molti altri.

### Settore giovanile

Daniele Massaro

La società brianzola può vantarsi del fatto di aver sfornato numerosi talenti, che negli anni si sono fatti valere sia in Serie A che in nazionale. Particolarmente attiva è stata la scuola dei portieri: in ordine cronologico possiamo notare Luciano Castellini, Giuliano Terraneo, Francesco Antonioli, Luca Castellazzi e Christian Abbiati. Il settore giovanile monzese organizza infatti corsi specifici per l'allenamento dei portieri e per formare nuovi istruttori, come testimoniano articoli e news del club e della stampa locale.
Nel vivaio biancorosso si sono altresì formati giocatori di rilievo come Claudio e Patrizio Sala, protagonisti nel Torino negli anni settanta, oltre a talenti come Paolo Monelli, Daniele Massaro, Roberto Antonelli e Angelo Colombo nella prima metà degli anni ottanta; spiccano inoltre le figure di Pierluigi Casiraghi e Anselmo Robbiati tra la fine degli anni ottanta e gli inizi degli anni novanta.

## Il Monza nella cultura di massa
Sabato 8 ottobre 1955 alle ore 15:00 venne trasmesso il primo anticipo del campionato italiano di calcio in diretta dalla Rai. In base ad un accordo siglato tra la Lega Nazionale ed ente di Stato, le telecamere della televisione pubblica potevano riprendere un incontro a scelta tra i campionati di Serie A, Serie B e Serie C. La partita scelta per questa prima trasmissione fu l'incontro di Serie B tra la Simmenthal Monza e il Verona. Questo evento rappresentò una novità assoluta, inaugurando l'era del calcio in televisione in Italia. La squadra brianzola incassò per l'occasione la somma di 700.000 lire. La partita fu commentata da Nicolò Carosio, storico telecronista sportivo, davanti a un pubblico allo stadio di circa 1.500 spettatori. Tale numero, nonostante fosse basso per una partita di campionato, fu giustificato dalla presenza di numerose persone radunate nei bar della città, attratte dalla novità della trasmissione televisiva.
Il periodo d'oro della squadra brianzola coincise con l'epoca di maggiore interesse nei confronti dei colori biancorossi. Negli anni settanta, grazie ai successi ottenuti nella neonata Coppa Italia Semiprofessionisti e alle stagioni da protagonista nella categoria cadetta, il Monza venne soprannominato "il Borussia di Brianza" o anche "il Chelsea di Milano", proprio in riferimento alle due compagini europee che in quegli anni stavano ottenendo risultati importanti nei rispettivi campionati.
Ezio Luzzi, storico commentatore della Serie B per la trasmissione radiofonica Tutto il calcio minuto per minuto, era spesso collegato dallo Stadio Gino Alfonso Sada per raccontare il match più importante della giornata di Serie B. Nel 1977 incise un LP intitolato Monza - un documentario sonoro sulle vicende romantiche e sportive dei 65 anni del Monza Calcio, dedicato proprio agli anni d'oro della squadra brianzola.
Nel film Agenzia Riccardo Finzi... praticamente detective (1976), Renato Pozzetto interpreta l'investigatore privato Riccardo Finzi, appassionato tifoso del Monza Calcio, che in una battuta dice: «Io sono del Monza, non riusciremo mai a venire in Serie A». Questa frase riflette da un lato la rivalità campanilistica con le squadre limitrofe (essendo Finzi originario del Lago Maggiore, quindi più vicino a Varese), e dall'altro lato la percezione diffusa – almeno all'epoca – di una sorta di "impossibilità naturale" per il Monza di raggiungere il massimo campionato italiano.

## Allenatori e presidenti
- 1912-1928  Commissione Tecnica
- 1928-1929  Cesare Lovati
- 1929-1930  Ettore Reynaudi[106]
- 1930-1935  Commissione Tecnica
- 1935-1936  Leopoldo Conti
- 1936-1937  Silvio Stritzel
- 1937-1938  Angelo Albertoni
- 1938-1939  Leopoldo Conti
- 1939-1940  Alessandro Scarioni
- 1940-1942  Angelo Piffarerio
- 1942-1945  Mario Antonioli
- 1945-1947  Angelo Piffarerio
- 1947-1948  Luigi Bonizzoni
- 1948-1949  Oreste Barale
- 1949-1953  Annibale Frossi

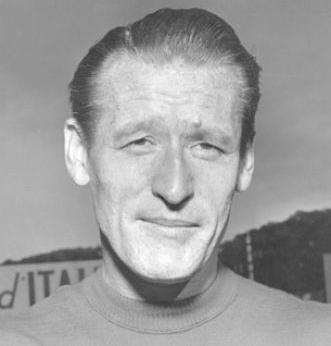
Nils Liedholm, tecnico del Monza nel 1968-1969

- 1953-1954  Annibale Frossi (1ª-10ª)
 Emilio Zafferri (11ª-12ª)
 Fioravante Baldi (13ª-34ª)
- 1954-1955  Fioravante Baldi (1ª-10ª)
 Carlo Alberto Quario (11ª-34ª)
- 1955-1956  Pietro Rava
- 1956-1957  Eraldo Monzeglio (1ª-10ª)
 Bruno Arcari (11ª-34ª)
- 1957-1958  Bruno Arcari
- 1958-1959  Pietro Rava (1ª-32ª)
 Manlio Cipolla (33ª-38ª)
- 1959-1960  Attilio Kossovel
- 1960-1963  Hugo Lamanna
- 1963-1964  Hugo Lamanna (1ª-25ª)
 Vittorio Malagoli (26ª-38ª)
- 1964-1965  Vittorio Malagoli (1ª-31ª)
 Vincenzo Rigamonti (32ª-38ª)
- 1965-1966  Vincenzo Rigamonti (1ª-35ª)
 Bruno Dazzi (36ª-38ª)
- 1966-1967  Luigi Radice
- 1967-1968  Luigi Radice (1ª-25ª)
 Bruno Dazzi (26ª-42ª)
- 1968-1969  Bruno Dazzi (1ª-4ª)
 Nils Liedholm (5ª-38ª)
- 1969-1971  Luigi Radice
- 1971-1973  Franco Viviani
- 1973-1974  Gino Pivatelli (1ª-11ª)
 Mario David (12ª-38ª)
- 1974-1975  Mario David (1ª-18ª)
 Alfredo Magni (19ª-38ª)
- 1975-1980  Alfredo Magni
- 1980-1981  Sergio Carpanesi (1ª-10ª)
 Lamberto Giorgis (11ª-30ª)
 Franco Fontana (31ª-38ª)
- 1981-1982  Franco Fontana
- 1982-1983  Franco Fontana (1ª-9ª)
 Guido Mazzetti (10ª-38ª)
- 1983-1984  Guido Mazzetti (1ª-13ª)
 Alfredo Magni (14ª-38ª)
- 1984-1985  Alfredo Magni
- 1985-1986  Alfredo Magni (1ª-17ª)
 Paolo Carosi (18ª-38ª)
- 1986-1987  Antonio Pasinato
- 1987-1990  Pierluigi Frosio
- 1990-1991  Franco Varrella (1ª-28ª)
 Giovanni Trainini (29ª-34ª)
- 1991-1993  Giovanni Trainini
- 1993-1994  Giovanni Trainini (1ª-11ª)
 Nedo Sonetti (12ª-38ª)
- 1994-1996  Simone Boldini
- 1996-1997  Giorgio Rumignani (1ª-26ª)
 Luigi Radice (27ª-34ª e play-off)
- 1997-1998  Luigi Radice (1ª-5ª)
 Bruno Bolchi (6ª-24ª)
 Pierluigi Frosio (25ª-38ª)
- 1998-1999  Pierluigi Frosio
- 1999-2000  Pierluigi Frosio (1ª-23ª)
 Roberto Antonelli (24ª-38ª)
- 2000-2001  Roberto Antonelli (1ª-19ª)
 Gaetano Salvemini (20ª-38ª)
- 2001-2002  Simone Boldini (1ª-9ª)
 Romano Cazzaniga (10ª-15ª)
 Roberto Antonelli (16ª-21ª)
 Romano Cazzaniga (22ª-28ª)
 Simone Boldini (29ª-34ª)
- 2002-2003  Simone Boldini (1ª-9ª)
 Oscar Piantoni (10ª-34ª)
- 2003-2004  Oscar Piantoni (1ª-7ª)
 Massimo Pedrazzini (8ª-34ª)
- 2004-2005  Giovanni Trainini (1ª-21ª)
 Antonio Sala (22ª-34ª e play-off)
- 2005-2007  Giuliano Sonzogni
- 2007-2008  Giuliano Sonzogni (1ª-5ª)
 Giovanni Pagliari (6ª-34ª)
- 2008-2009  Dario Marcolin (1ª-17ª)
 Giuliano Sonzogni (18ª-34ª)
- 2009-2010   Roberto Cevoli
- 2010-2011  Alessio De Petrillo (1ª-10ª)
 Vitale Tammaro (11ª-12ª)
 Corrado Verdelli (13ª-28ª)
 Gianfranco Motta (29ª-34ª e play-out)
- 2011-2012  Gianfranco Motta (1ª-34ª)
 Riccardo Monguzzi (play-out)
- 2012-2014  Antonino Asta
- 2014-2015  Fulvio Pea
- 2015-2016  Alessio Delpiano (1ª-20ª)
 Sandro Salvioni (21ª-31ª)
 Alessio Delpiano (32ª-38ª)
- 2016-2018  Marco Zaffaroni
- 2018-2019  Marco Zaffaroni (1ª-8ª)
 Cristian Brocchi (9ª-38ª e play-off)
- 2019-2021  Cristian Brocchi
- 2021-2022  Giovanni Stroppa
- 2022-2023  Giovanni Stroppa (1ª-6ª)
 Raffaele Palladino (7ª-38ª)
- 2023-2024  Raffaele Palladino
- 2024-2025  Alessandro Nesta (1ª-17ª)
 Salvatore Bocchetti (18ª-24ª)
 Alessandro Nesta (25ª-38ª)
- 2025-  Paolo Bianco

- 1912-1915  Mario Tagliabue[107]
- 1915-1918  Giuseppe Gritti[108]
- 1919-1922  Giuseppe Daffieno[109]
- 1922-1925  Ulisse Cattaneo
- 1925-1929  Ernesto Crippa
- 1929-1932  Gaetano Ciceri
- 1932-1933  Ernesto Crippa
- 1933-1934  Ernesto Crippa
 Cesare Vigoni (Commissario)
- 1934-1935  Gaetano Ciceri
 Giuseppe Viganò
- 1935-1936  Giuseppe Viganò
- 1936-1937  Giuseppe Vigano
 Alberto Redaelli (Commissario)
- 1937-1938  Riccardo Rivolta
- 1938-1939  Emilio Resnati
- 1939-1940  Antonio Bolognini
- 1940-1945  Carlo Guffanti[110]
- 1945-1948  Lino Camagni
- 1948-1953  Giuseppe Borghi
- 1953-1955  Giovanni Battista Pastori
- 1955-1965  Claudio Sada[111]
- 1965  Comitato di reggenza[112]
- 1966-1969  Enzo Radaelli
- 1969-1971  Aurelio Cazzaniga
- 1971-1972  Vitaliano Sala
- 1972-1980  Giovanni Cappelletti
- 1980-1999  Valentino Giambelli
- 1999-2001  Piero Fazzolari
- 2001-2002  Massimo Belcolle
- 2002-2004  Cesare Giosuè D'Evant (Amministratore Unico)
- 2004:  Maurizio Oggioni e  Pino Sorrentino (Curatori fallimentari)[113]
- 2004-2009  Giovanni Battista Begnini[114]
- 2009-2010  Stefano Salaroli
- 2010-2012  Luca Magnoni
- 2012  Nicola Rigamonti (ad interim)
- 2012-2013  Maurizio Carlo Prada (Amministratore Unico)
- 2013-2014  Anthony Armstrong-Emery
- 2014-2015  Dennis Bingham (Amministratore Unico)
- 2015  Pietro Montaquila (Amministratore Unico)
- 2015:  Giuseppe Nicosia ed  Elisabetta Brugnoni (Curatori fallimentari)
- 2015-2019  Nicola Claudio Colombo
- 2019-2022  Paolo Berlusconi
- 2022-2025  Paolo Berlusconi (onorario)

## Calciatori

### Hall of fame
Il seguente è l'elenco dei giocatori facenti parte della Hall of Fame presente sul sito ufficiale del club.
- Francesco Antonioli (1986-1988)
- Evaristo Beccalossi (1985-1986)
- Ariedo Braida (1975-1977)
- Marco Branca (2000-2001)
- Ruben Buriani (1974-1977)
- Pierluigi Casiraghi (1985-1989)
- Luciano Castellini (1965-1970)
- Alessandro Costacurta (1986-1987)
- Walter De Vecchi (1975-1978)
- Luigi Di Biagio (1989-1992)
- Patrice Evra (1999-2000)
- Maurizio Ganz (1988-1989)
- Jean François Gillet (1999-2000)
- Daniele Massaro (1978-1981)

- Aurelio Milani (1955-1957)
- Paolo Monelli (1978-1981)
- Emiliano Mondonico (1970-1971)
- Giulio Nuciari (1988-1989)
- Davide Pinato (1983-1988)
- Felice Pulici (1977-1978)
- Anselmo Robbiati (1987-1993/2004-2005)
- Fulvio Saini (1980-1998)
- Claudio Sala (1965-1967)
- Patrizio Sala (1973-1975)
- Giovanni Stroppa (1987-1989)
- Carlo Tagnin (1954-1957)
- Giuliano Terraneo (1974-1977)
- Marco Zaffaroni (2004-2008)

### Vincitori di titoli
Campioni del Sudamerica
- Valentín Carboni (USA 2024)

## Palmarès

Il Monza 1987-88, vincitore della Coppa Italia Serie C e promosso in Serie B

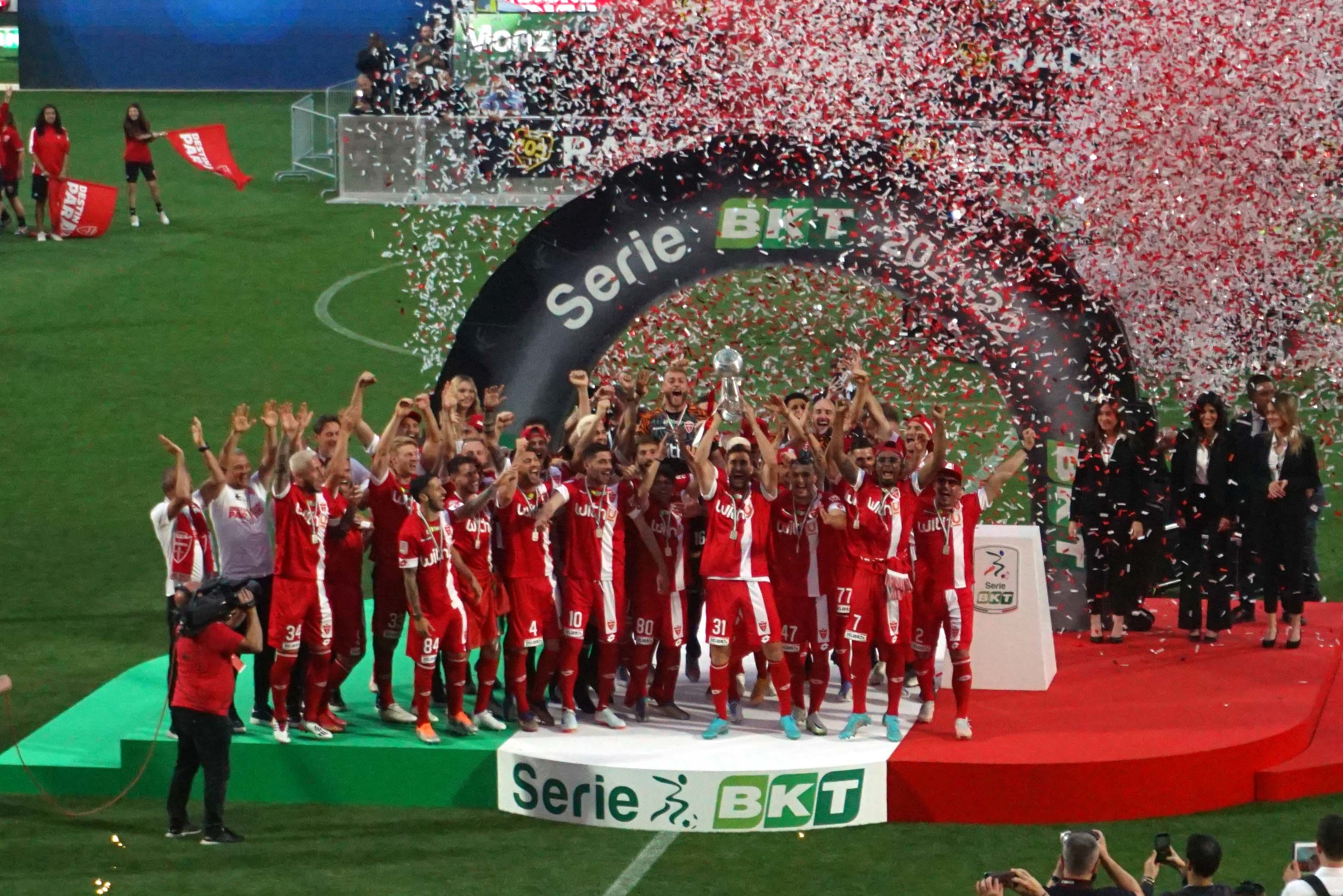
I giocatori del Monza alzano la Coppa Nexus per aver vinto i play-off di Serie B 2021-2022.

### Competizioni internazionali
- Coppa Anglo-Italiana: 1

1976

### Competizioni nazionali
- Seconda Divisione: 1

1926-1927
- Coppa Italia Serie C: 4  (record)

1973-1974, 1974-1975, 1987-1988, 1990-1991
- Scudetto Serie D: 1

2016-2017

### Altre competizioni
- Serie C: 4

1950-1951 (girone A), 1966-1967 (girone A), 1975-1976 (girone A), 2019-2020 (girone A)
- Serie D: 1

2016-2017 (girone B)

## Statistiche e record

### Partecipazione ai campionati
| Livello | Categoria         | Partecipazioni | Debutto   | Ultima stagione | Totale |
| ------- | ----------------- | -------------- | --------- | --------------- | ------ |
| 1º      | Serie A           | 3              | 2022-2023 | 2024-2025       | 3      |
| 2º      | Seconda Divisione | 4              | 1922-1923 | 1925-1926       | 46     |
| 2º      | Prima Divisione   | 1              | 1927-1928 | 1927-1928       | 46     |
| 2º      | Serie B           | 41             | 1951-1952 | 2025-2026       | 46     |
| 3º      | Seconda Divisione | 1              | 1926-1927 | 1926-1927       | 45     |
| 3º      | Prima Divisione   | 7              | 1928-1929 | 1934-1935       | 45     |
| 3º      | Serie C           | 20             | 1935-1936 | 2019-2020       | 45     |
| 3º      | Serie C1          | 16             | 1981-1982 | 2011-2012       | 45     |
| 3º      | Lega Pro          | 1              | 2014-2015 | 2014-2015       | 45     |
| 4º      | Serie C2          | 5              | 2002-2003 | 2013-2014       | 8      |
| 4º      | Prima Divisione   | 1              | 1941-1942 | 1941-1942       | 8      |
| 4º      | Serie D           | 2              | 2015-2016 | 2016-2017       | 8      |

Il Monza si affiliò per la prima volta ad una lega calcistica nazionale della FIGC nel 1922. Nei due anni precedenti, dal 1920 al 1922, aveva disputato due edizioni della Prima Categoria del Comitato Regionale Lombardo.

### Coppe nazionali
Il miglior risultato del Monza in Coppa Italia sono stati i quarti di finale raggiunti una volta nel 1939.

### Statistiche individuali

Fulvio Saini

Di seguito le top 10 dei primatisti di presenze e reti del Monza nei massimi campionati, coppe escluse.
| Record di presenze - 552 Fulvio Saini (1980-1998) - 291 Sergio Magni (1951-1963) - 288 Marco Bolis (1981-1990) - 273 Francesco Copreni (1951-1960) - 234 Roberto Fontanini (1981-1990) - 230 Giacomo De Poli (1948-1958) - 229 Franco Fontana (1965-1977) - 223 Maurizio Ronco (1976-1985) - 220 Carlo Colombetti (1948-1956) - 204 Giacomo Villa (1929-1939) | Record di reti - 83 Bruno Dazzi (1948-1952; 1959-1960) - 68 Giovanni Arosio (1929-1935; 1937-1938) - 62 Luigi Sanseverino (1971-1978) - 56 Carlo Villa (1921-1927; 1928-1930) - 45 Andrea D'Errico (2015-2021) - 41 Pietro Lorenzini (1923-1931; 1934-1935) - 40 Vincenzo Iacopino (2006-2013) - 38 Luigi Beretta (1931-1936) - 38 Aurelio Milani (1955-1957) - 37 Guido Soldani (1948-1953) |

## Tifoseria
Secondo un’indagine realizzata da StageUp e Ipsos, pubblicata nel 2024 e relativa alla distribuzione del tifo calcistico in Italia, il Monza contava circa 140 000 sostenitori a livello nazionale, in lieve calo rispetto alla rilevazione dell’anno precedente.
Durante le gare interne della stagione 2023-2024, la percentuale di riempimento dello stadio Brianteo (rinominato U-Power Stadium) è stata del 69,25%, un dato che colloca il club nella fascia intermedia della Serie A. La media spettatori più elevata in campionato è stata registrata nella stagione 2022-2023, con 12 413 presenze a partita, annata che ha segnato l'esordio assoluto della società nella Serie A.
In quella stessa stagione, i tifosi brianzoli hanno stabilito anche il record storico di abbonamenti per il club, sottoscrivendo 6 381 tessere.

### Storia
(Coro della Curva Davide Pieri)
Il tifo organizzato a Monza si sviluppò negli anni '70, seguendo un’evoluzione analoga a quella delle grandi città del nord Italia. Il primo gruppo ultras documentato fu quello dei Commandos, fondato nel 1971 e situato nella gradinata centrale dello stadio Sada. Nel 1977 nacquero le Brigate Biancorosse, che guidarono la curva per diversi anni, affiancate da gruppi minori come Prima Linea e Fossa Arditi.
Durante gli anni '80, le principali frange del tifo si unirono sotto la sigla Legione d'Assalto. A essa si affiancarono gli Eagles Monza, che negli anni successivi divennero il gruppo dominante, distinguendosi per numero e continuità. Nello stesso periodo, all'interno di una curva Lambro sempre più vivace, operarono anche gruppi come Vedano Erotika, Wild Kaos, Libertà Korps, Gruppo Avvinazzato, Inferno Biancorosso e Indians.

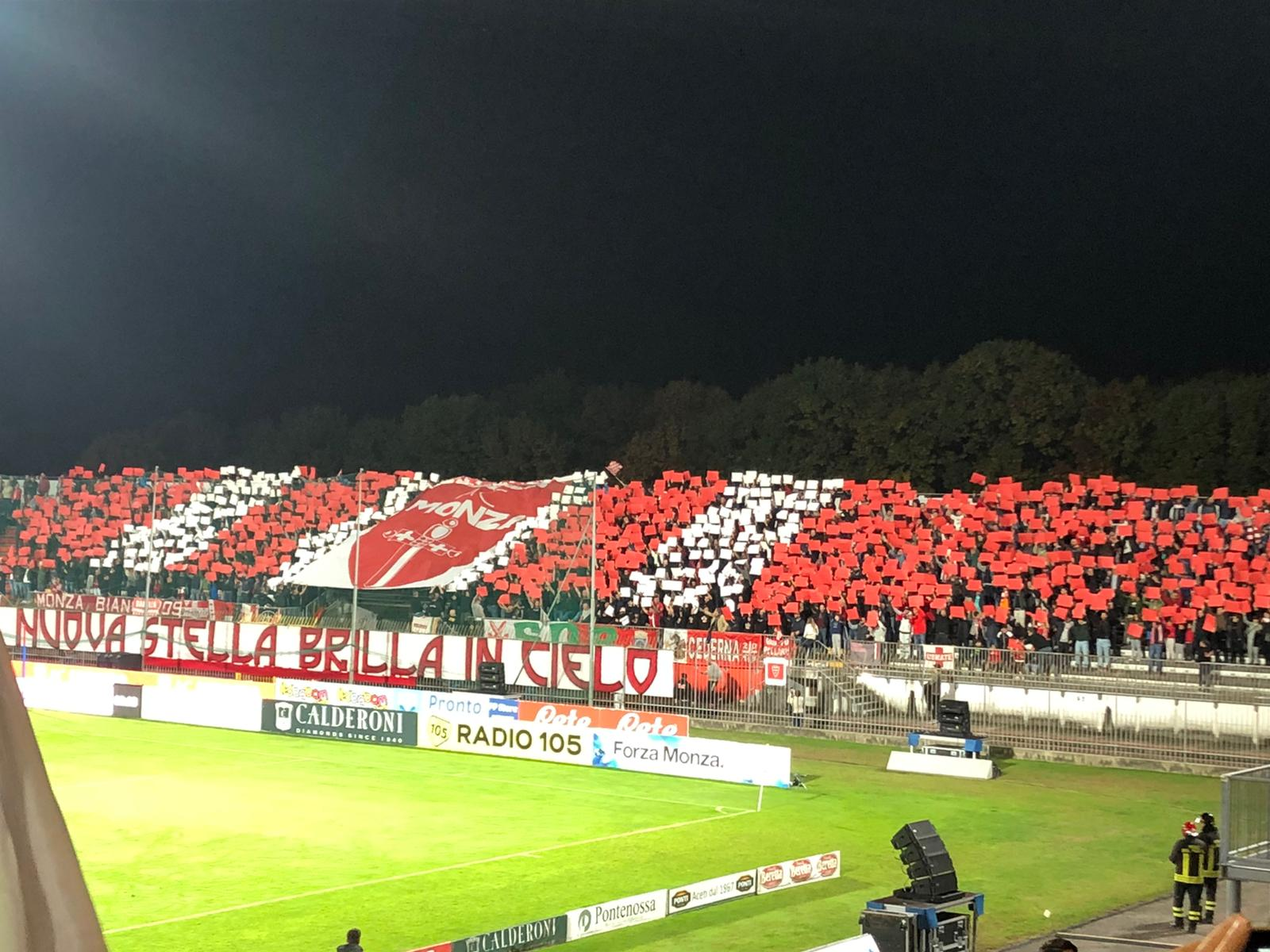
Coreografia degli ultras biancorossi nella curva sud "Davide Pieri" dello stadio Brianteo, in occasione della partita Monza-Renate del 2019

Dopo lo scioglimento degli Eagles nel 1992, emerse la Gioventù Brianzola, fondata nel 1993, che ne raccolse in parte l’eredità anche nel simbolo, rappresentato da un’aquila. Nel 1994 nacquero i S.A.B. (Sempre Al Bar), inizialmente gruppo goliardico e più orientato alle trasferte, nato da una scissione interna.
Negli anni successivi, i S.A.B. divennero il gruppo principale della curva, in particolare dopo lo scioglimento della Gioventù Brianzola nel 2001. A partire dal 1999, la curva sud dello stadio Brianteo fu ufficialmente intitolata alla memoria di Davide Pieri, giovane tifoso scomparso prematuramente nel dicembre 1998.
Altri gruppi nati nel periodo furono il Graziosa Group (1999), attivo solo per alcuni anni, e successivamente il C.U.B. (Curva Ultras Brianzola, fondato nel 2006), il 1912 (dal 2009) e gli N.D.O. (Noi Della Ovest, nati nel 2017), questi ultimi originari della tribuna ovest.
In anni più recenti sono emersi diversi gruppi nella curva sud: Libertà, Ultras Cederna (dal quartiere omonimo), Disagiati, Barella Brugherio, Monaci di Monza e Ronco. In parallelo si è registrato un rinnovato attivismo dei club di tifosi ufficiali, con la rifondazione di numerosi "Monza Club" in città e nella provincia di Monza e Brianza.

### Gemellaggi e rivalità

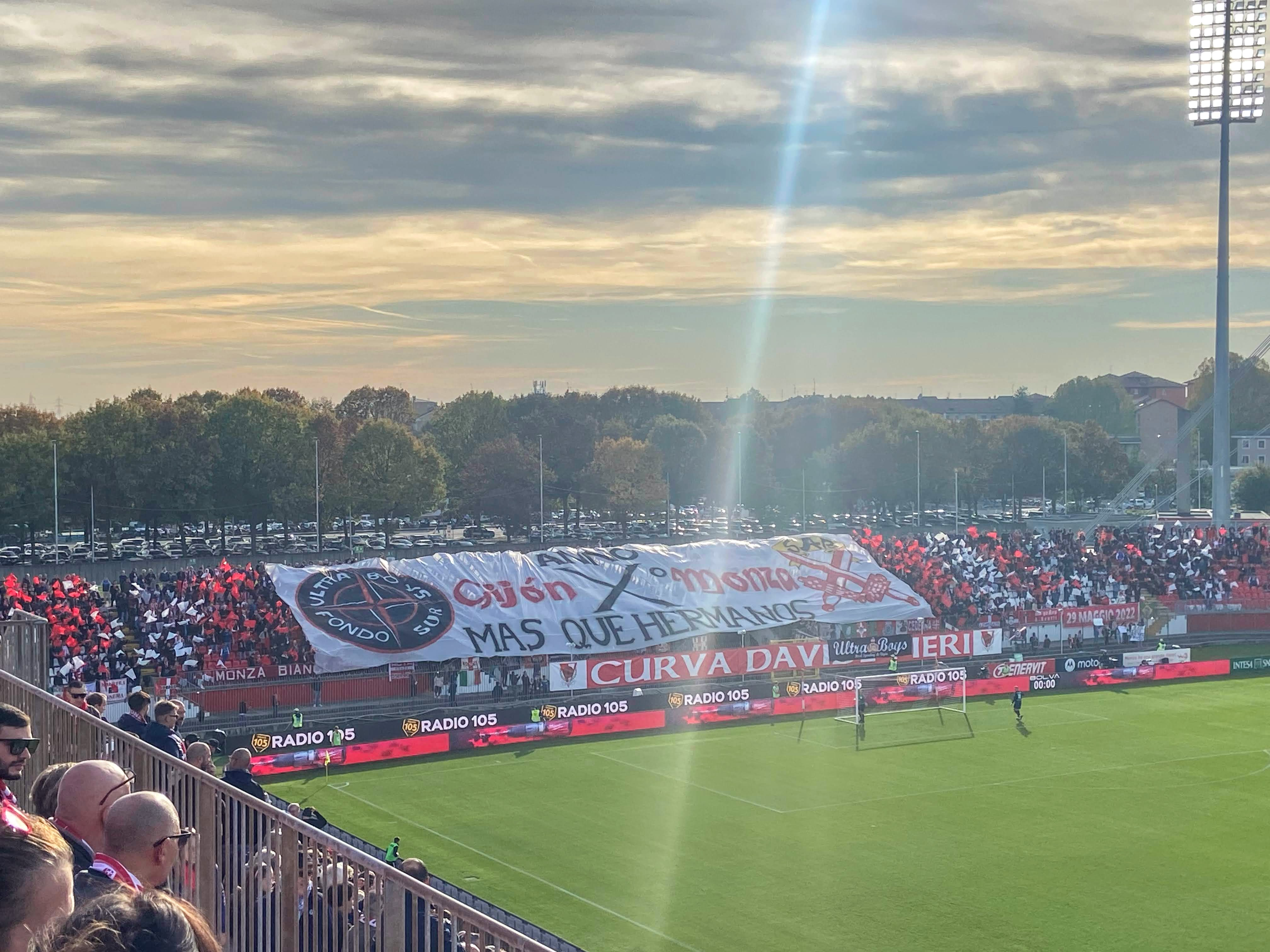
Uno striscione del 2022 che celebra il gemellaggio tra gli ultras del Monza e quelli dello Sporting Gijón.

Nel corso della sua storia, la tifoseria del Monza ha stretto e sciolto vari legami con altri gruppi di tifosi. Alla fine degli anni '70, si registrarono rapporti amichevoli con le tifoserie di Pisa e Milan, mentre le rivalità principali coinvolgevano Como, Pistoiese, Sampdoria e Genoa.
Un legame storico e ancora attivo è quello con i tifosi della Triestina, risalente agli anni '80, a cui si affiancano rapporti d’amicizia con esponenti delle tifoserie di Foggia e Lecco. A livello internazionale, si segnala un gemellaggio con i supporter dello Sporting Gijón (Spagna). Un’amicizia con il Chievo è invece cessata nel 2001.
La rivalità più sentita è quella con il Como, accentuata da motivi storici, territoriali e sportivi. Il derby lariano è stato spesso accompagnato da tensioni fuori e dentro gli stadi, in particolare tra gli anni '70 e '80, e più recentemente con scontri documentati.
Una rivalità consolidata si è sviluppata anche con il Pisa, dopo la finale play-off del 2007 vinta dai toscani, seguita da disordini e proteste.
Ulteriori rivalità coinvolgono le tifoserie di Venezia, Vicenza, Novara, Alessandria e Genoa, con quest'ultima alimentata dopo la finale play-off del 2006 che sancì la promozione dei liguri.
Rivalità storiche o affievolite nel tempo riguardano invece il Varese, la Pistoiese e il Torino.

## Organico

### Rosa 2025-2026
Rosa e numerazione aggiornate al 14 agosto 2025.
| N. |                               | Ruolo | Calciatore                   |
| -- | ----------------------------- | ----- | ---------------------------- |
| 1  | Italia (bandiera)             | P     | Semuel Pizzignacco           |
| 2  | Svezia (bandiera)             | D     | Arvid Brorsson               |
| 3  | Italia (bandiera)             | D     | Lorenzo Lucchesi             |
| 4  | Italia (bandiera)             | D     | Armando Izzo (vice capitano) |
| 7  | Portogallo (bandiera)         | C     | Paulo Azzi                   |
| 9  | Croazia (bandiera)            | A     | Mirko Marić                  |
| 10 | Italia (bandiera)             | A     | Gianluca Caprari             |
| 11 | Inghilterra (bandiera)        | A     | Omari Forson                 |
| 13 | Italia (bandiera)             | D     | Luca Ravanelli               |
| 14 | Guinea Equatoriale (bandiera) | C     | Pedro Obiang                 |
| 15 | Italia (bandiera)             | D     | Filippo Delli Carri          |
| 16 | Italia (bandiera)             | C     | Jacopo Sardo                 |
| 17 | Senegal (bandiera)            | A     | Keita Baldé                  |
| 18 | Italia (bandiera)             | C     | Kevin Zeroli                 |
| 19 | Italia (bandiera)             | D     | Samuele Birindelli           |

| N. |                           | Ruolo | Calciatore            |
| -- | ------------------------- | ----- | --------------------- |
| 20 | Senegal (bandiera)        | P     | Demba Thiam           |
| 21 | Italia (bandiera)         | C     | Leonardo Colombo      |
| 23 | Italia (bandiera)         | C     | Nicolas Galazzi       |
| 24 | Italia (bandiera)         | C     | Adam Bakoune          |
| 25 | Italia (bandiera)         | P     | Alessandro Sorrentino |
| 26 | Italia (bandiera)         | C     | Patrick Ciurria       |
| 28 | Italia (bandiera)         | C     | Andrea Colpani        |
| 32 | Italia (bandiera)         | C     | Matteo Pessina        |
| 35 | Rep. del Congo (bandiera) | A     | Silvère Ganvoula      |
| 37 | Italia (bandiera)         | A     | Andrea Petagna        |
| 44 | Italia (bandiera)         | D     | Andrea Carboni        |
| 47 | Portogallo (bandiera)     | A     | Dany Mota             |
| 70 | Italia (bandiera)         | A     | Kevin Martins         |
|    | Bulgaria (bandiera)       | D     | Valentin Antov        |

### Staff tecnico
Aggiornata al 27 luglio 2025.
Area tecnica
- Paolo Bianco – Allenatore
- Filippo Pensalfini – Allenatore in seconda
- Salvatore Bruno – Collaboratore tecnico
- Pedro Cavalcanti – Collaboratore tecnico
- Riccardo Terrinoni - Collaboratore tecnico
- Valerio Fiori – Allenatore dei portieri
- Gian Mario Petrelli – Collaboratore allenatore portieri
- Stefano Taparelli – Preparatore atletico
- Marco Vago – Assistente tecnico preparatore atletico
- Gianni Bulgarini – Assistente tecnico preparatore atletico
- Agostino Crocco – Assistente tecnico preparatore atletico
- Carlo Francesco Rimoldi – Match analyst

Area medica
- Fabio Francese – Responsabile sanitario
- Attilio Cosentini – Medico sociale
- Francesco Paolo Santamaria – Medico sociale - Ortopedico
- Francesco Lo Moro – Responsabile operatori sanitari
- Dario Lorenzo Dameno – Operatore sanitario
- Alberto Santorelli – Operatore sanitario
- Davide Antonini – Operatore sanitario
- Gabriele Piovera – Operatore sanitario

### Libri
- AA.VV., Articolo celebrativo del 50º di fondazione del Simmenthal-Monza nella rivista "Calcio", Lega Nazionale Professionisti, 1962 (stagione 1961-62),  p. 5.
- Lino Rocca, Giorgio Vegetti, Bianco su rosso la storia del Calcio Monza, Monza, Supplemento a "Il fedelissimo" stampato da Officina Grafica Brasca, 1977.
- AA.VV., Calcio Monza 1984/85, Monza, Corriere di Monza e Brianza (supplemento a uscita del giornale), 1984.
- Massimo Dutto e Giorgio Vegetti, 80 anni di Monza, Monza, supplemento al periodico quindicinale "Brianteo", 1992.
- Delbue, Fontanelli, Peduzzi, E non andremo mai in Serie A... 100 anni di MONZA almanacco biancorosso 1912-2012, Empoli (FI), Geo Edizioni S.r.l., 2012.
- Fabrizio Melegari, Almanacco illustrato del calcio - La storia, Modena e Milano, Edizioni Panini e La Gazzetta dello Sport, 2005, per i soli campionati di Serie B e C.
- Alfio Tofanelli, Tuttocalcio, Pistoia e Firenze, varie edizioni dal 1976-1977 al 2018.
- AA.VV., Calciatori - La raccolta completa degli album Panini, Modena e Milano, 2004.
- Fiorenzo Dosso, Amarcord Il Mio Monza, 2022.
- Fiorenzo Dosso, Quando Sognavamo La Serie A, 2023.

### Giornali
- La Gazzetta dello Sport, vari anni consultati presso la Biblioteca Nazionale Braidense e la Biblioteca comunale centrale di Milano nelle rispettive sale microfilm.
- Il Popolo di Monza, organo del Fascio di Monza - giornale microfilmato consultabile presso la Biblioteca Nazionale Braidense di Milano e Biblioteca Civica di Monza (microfilmato) e consultabile online.
- Il Cittadino di Monza e Brianza, anni 1912-2009, giornale microfilmato conservato dalla Biblioteca Nazionale Braidense e dalla Biblioteca Civica di Monza (microfilmato) e consultabile online.
- Guerin Sportivo, anni dal 1976 al 1990.
- Il Giorno, anni dal 1970 al 2007.
- Bruno Giove, Accadde oggi.  Monza News. URL consultato il 26 gennaio 2018 (archiviato dall'url originale il 31 agosto 2009)..
- AA.VV., Rassegna stampa,  Sab Monza. URL consultato il 10 aprile 2018 (archiviato dall'url originale il 9 giugno 2007)..